# Biserica Sfântul Ierarh Nicolae din Ciocănești
Biserica Sfântul Ierarh Nicolae din Ciocănești este un monument istoric aflat pe teritoriul satului Ciocănești, comuna Ciocănești.

## Galerie

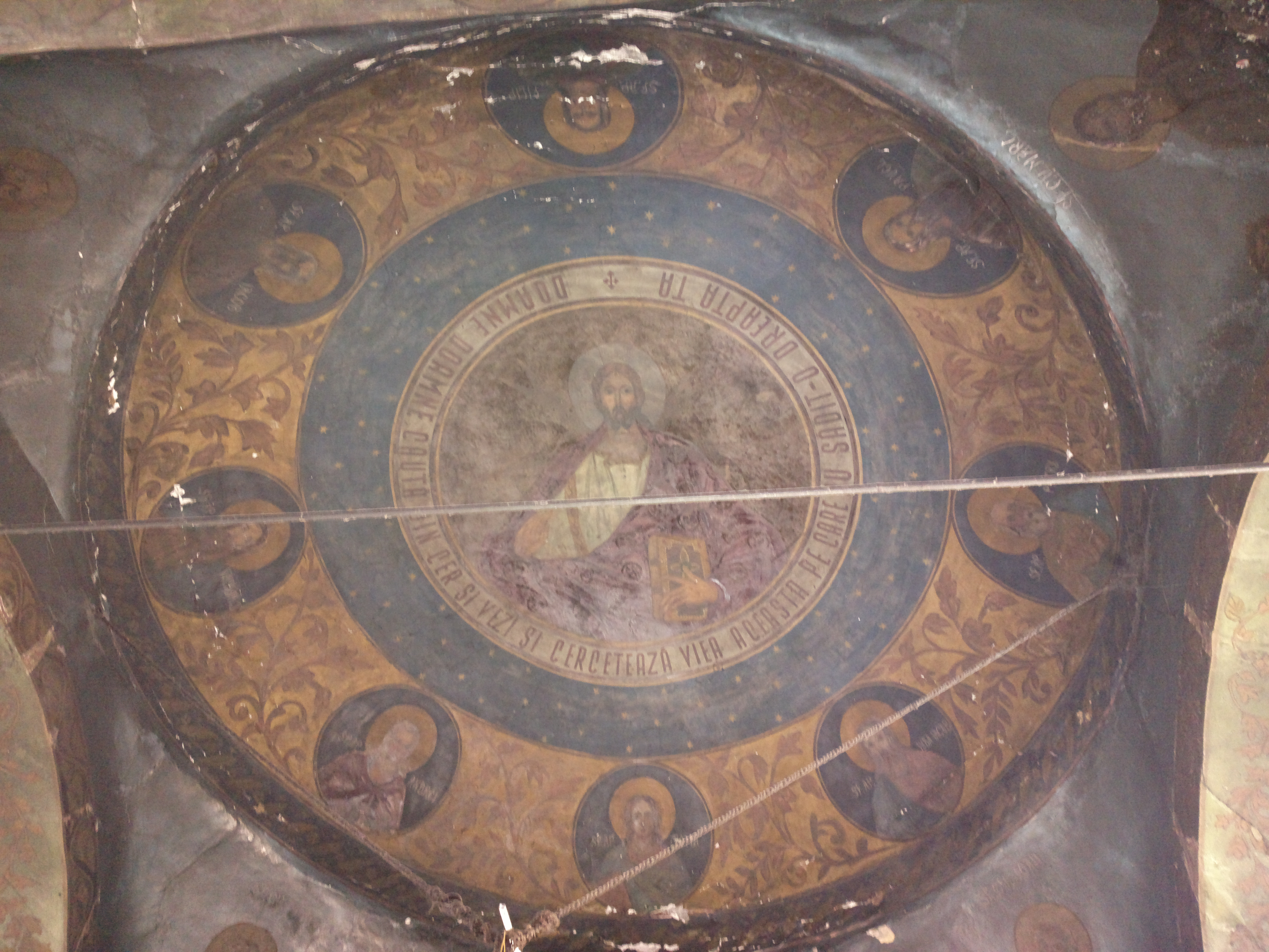
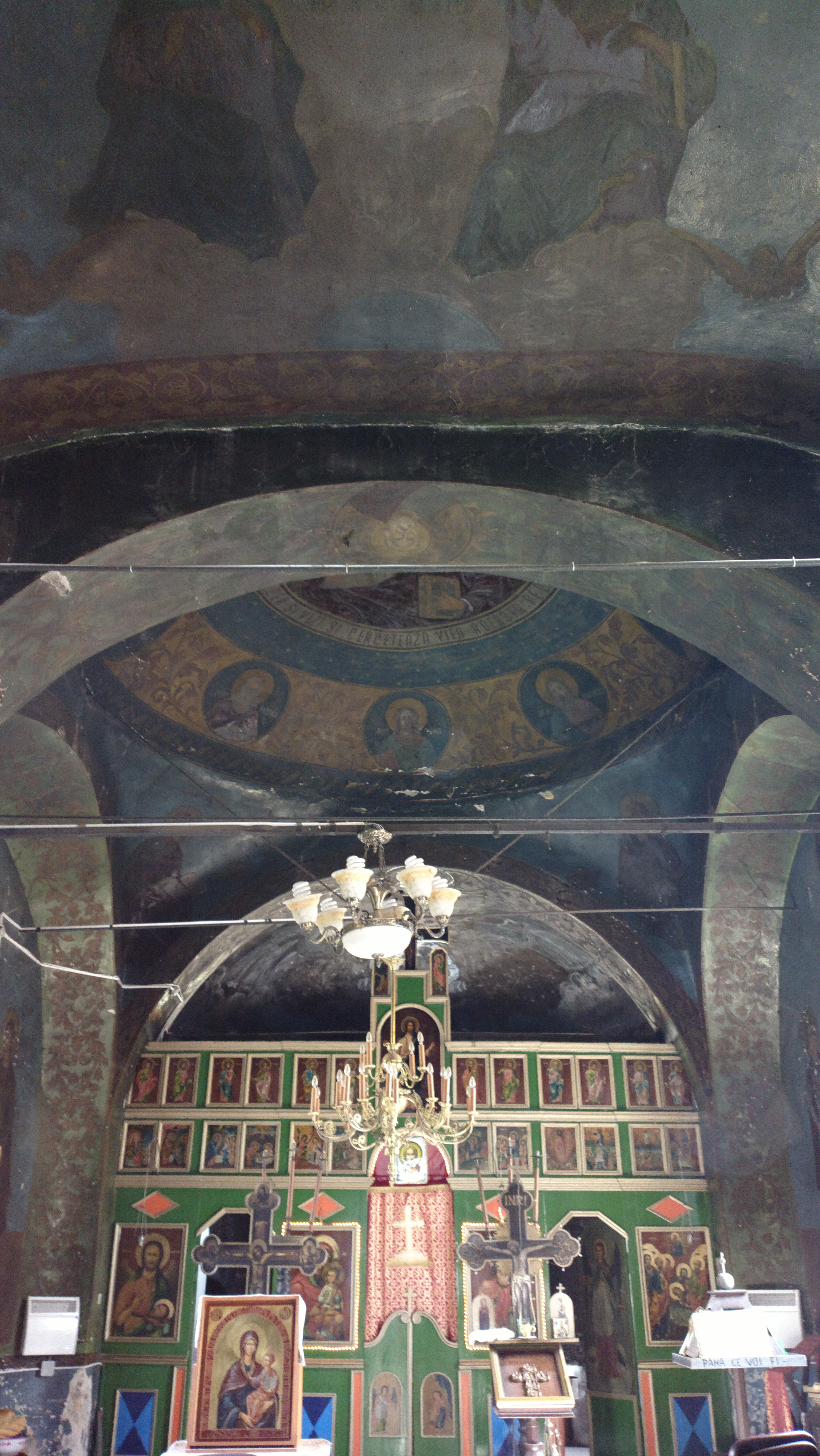
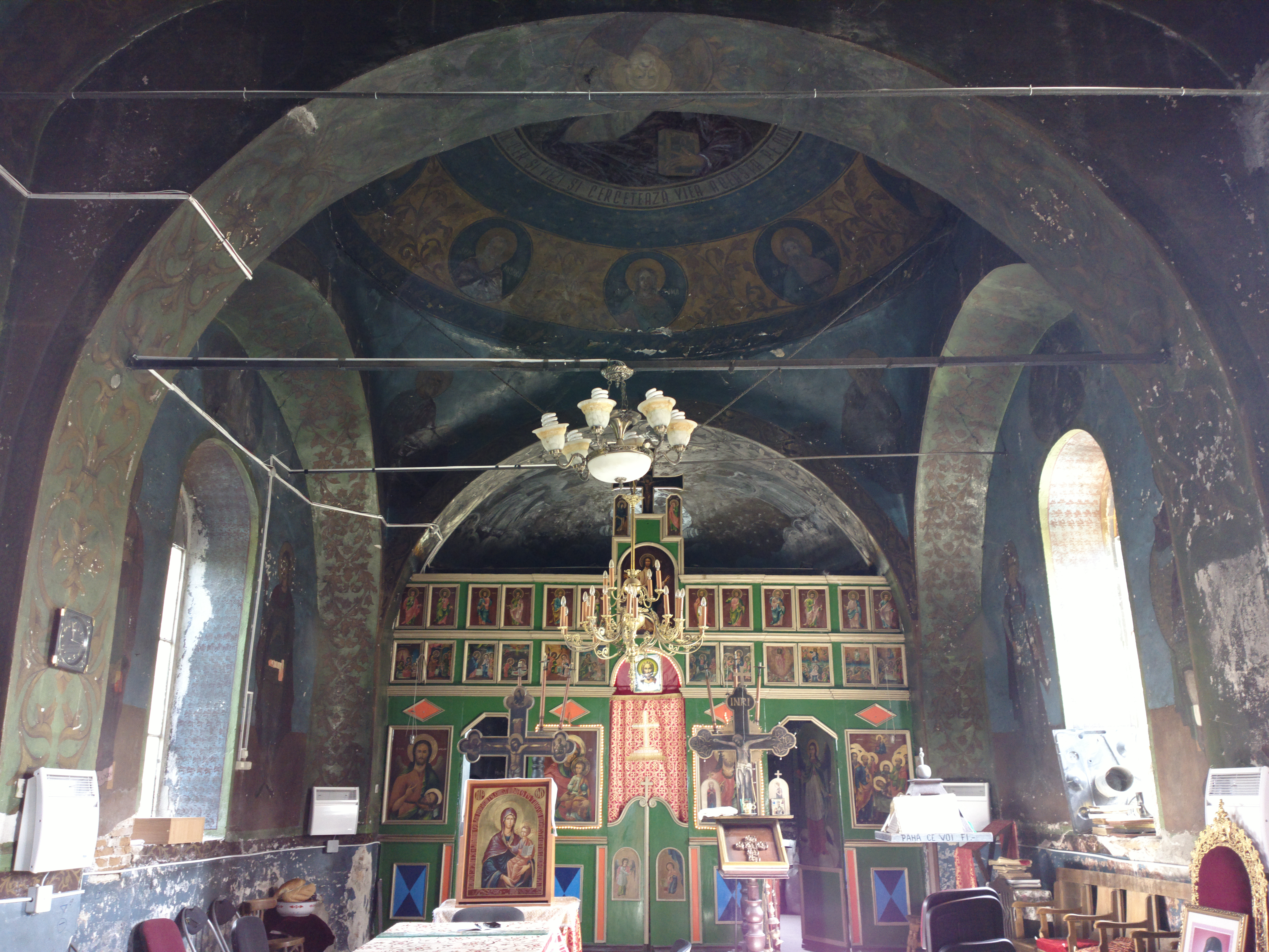
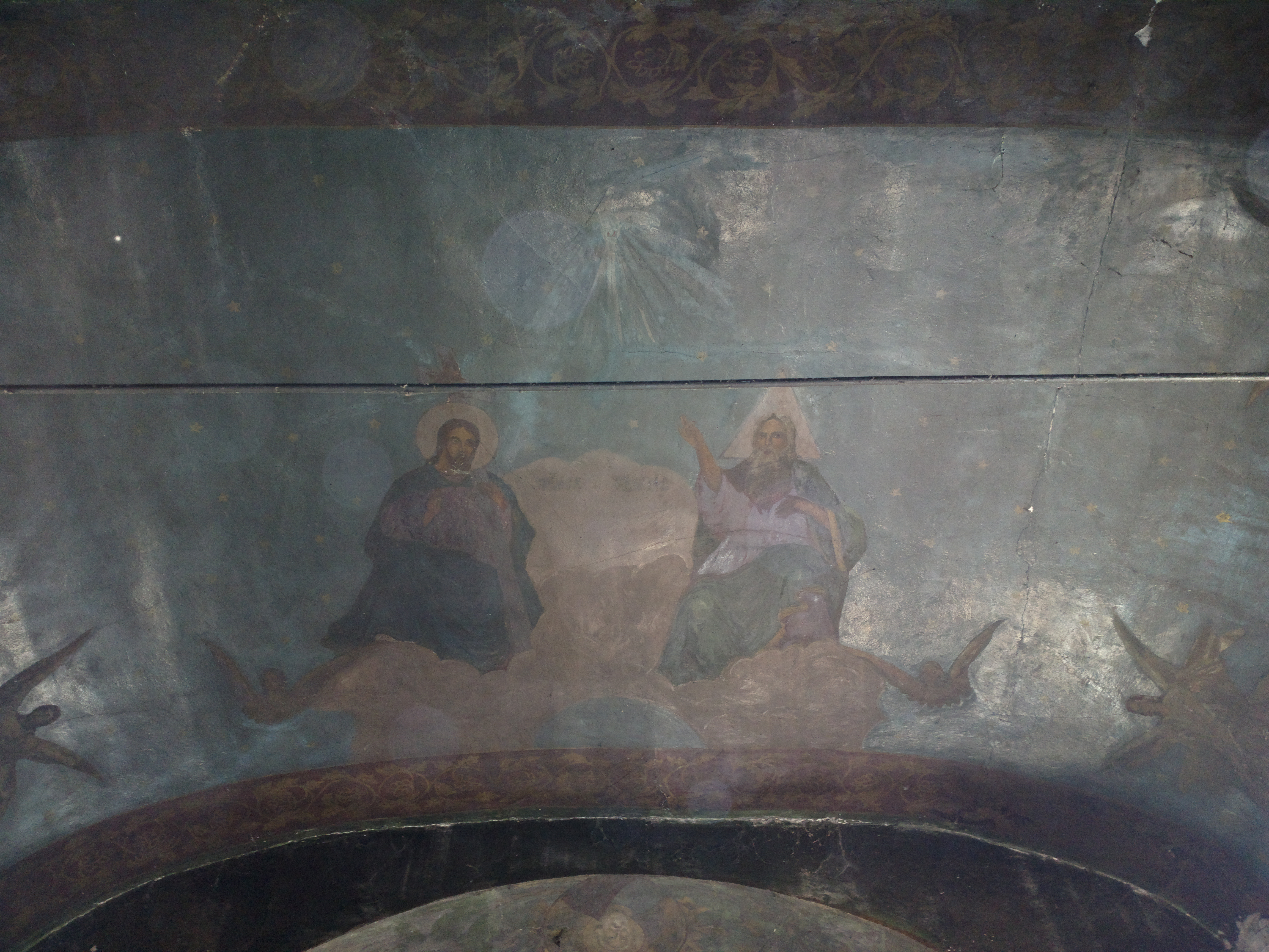
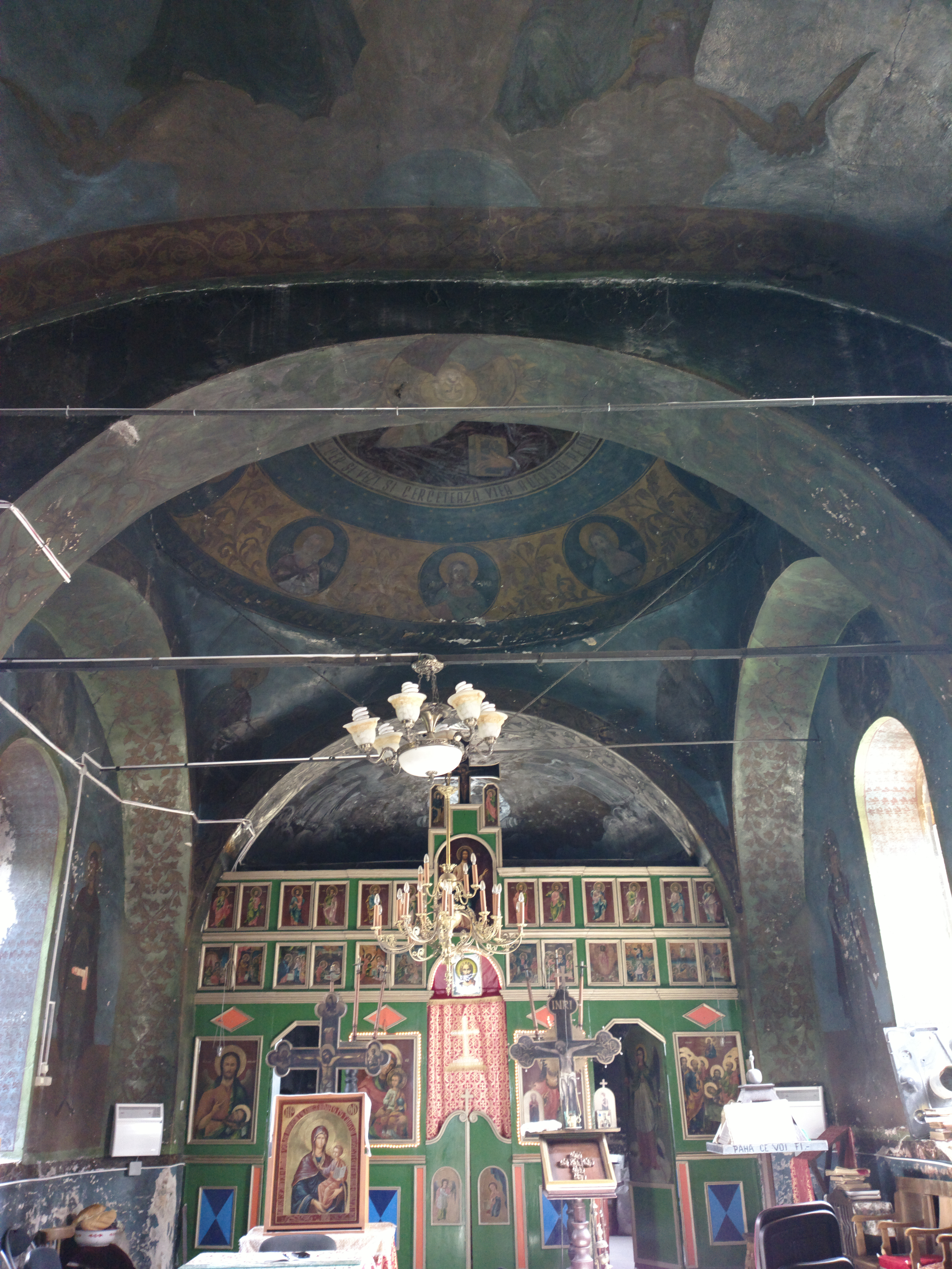
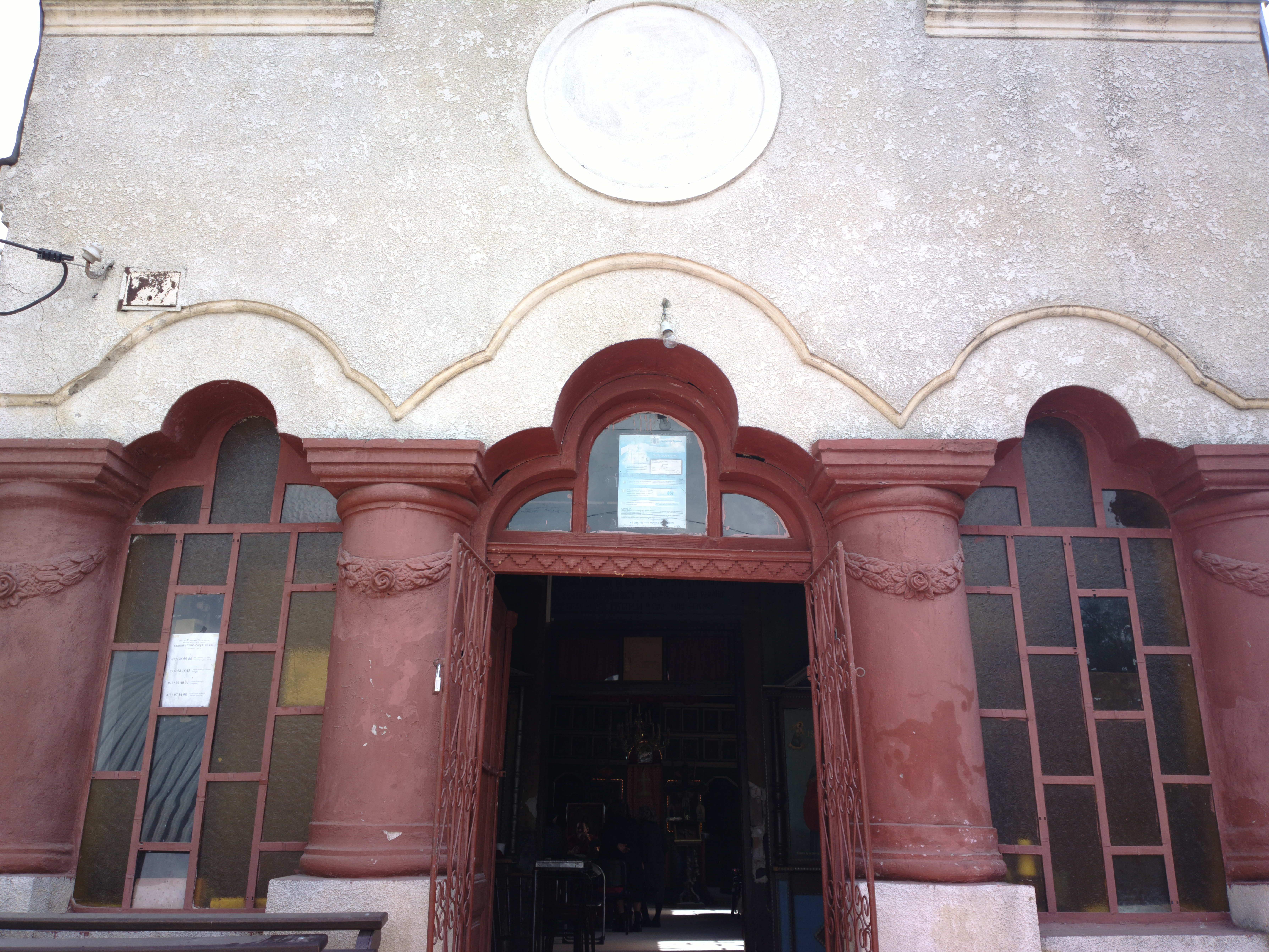
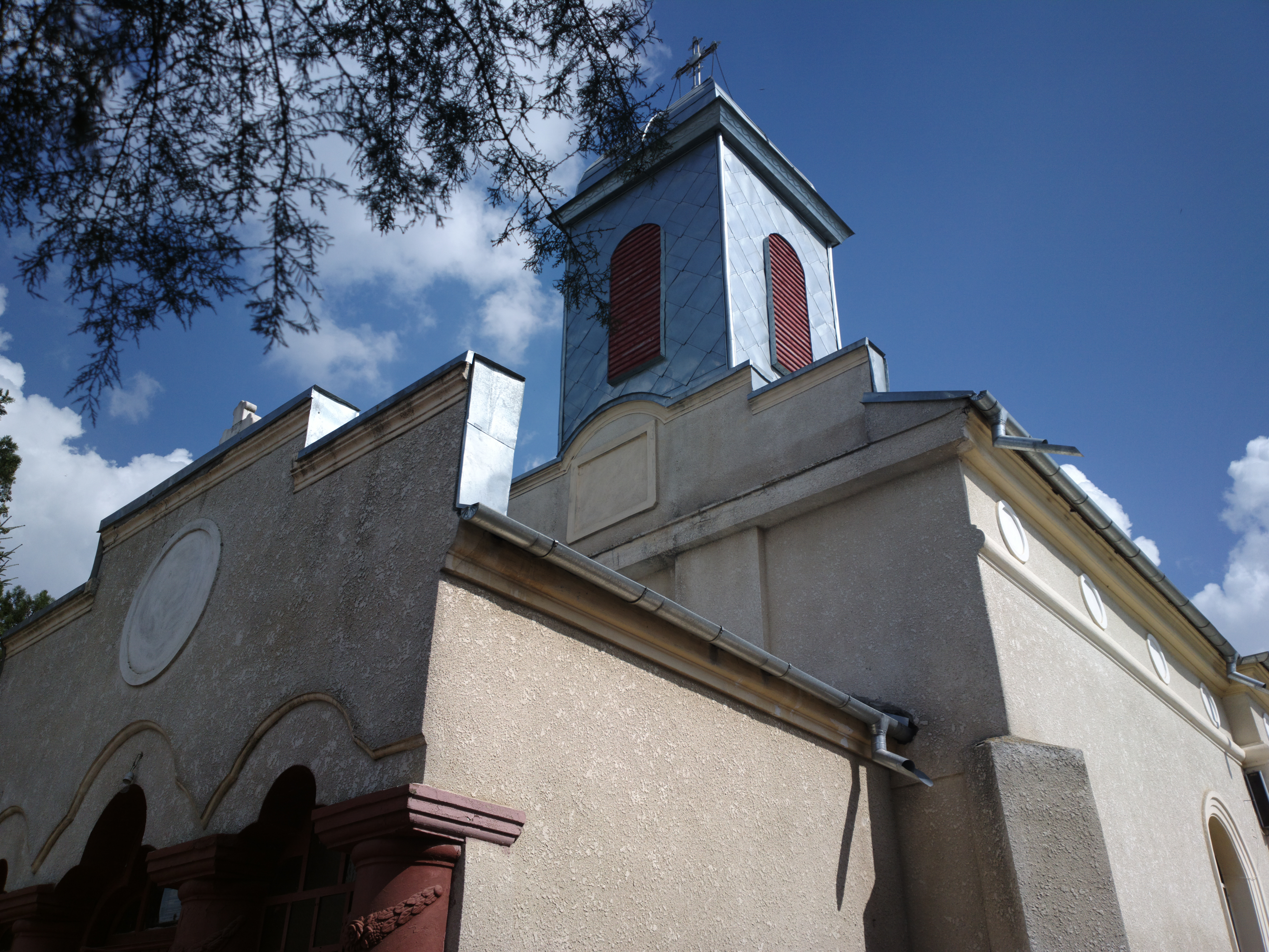
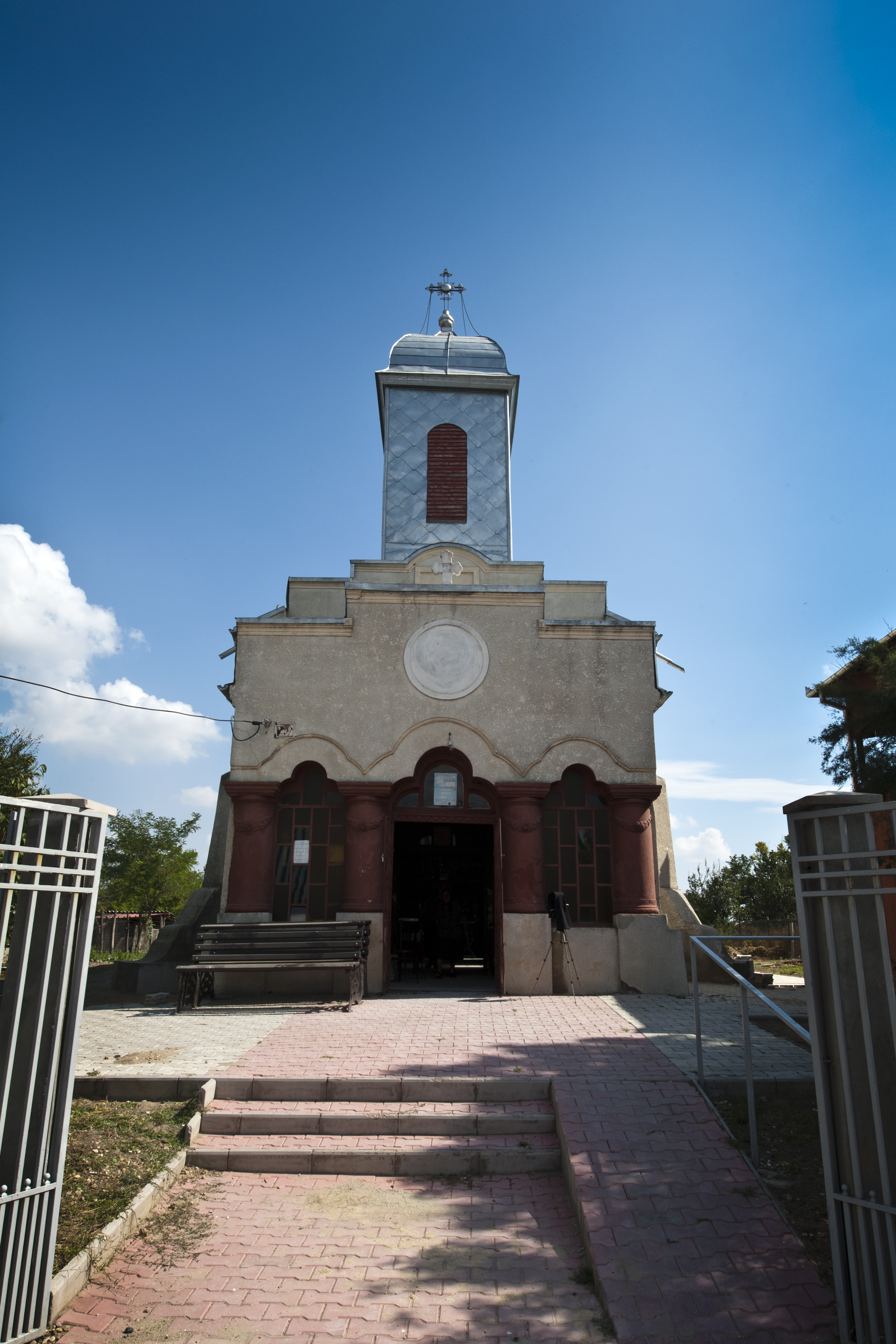